# Шогола Тауншип (округ Пайк, Пенсільванія)
Шогола Тауншип (англ. Shohola Township) — селище (англ. township) в США, в окрузі Пайк штату Пенсільванія. Населення — 2528 осіб (2020).

## Демографія
Згідно з переписом 2010 року, у селищі мешкало 2475 осіб у 1023 домогосподарствах у складі 691 родини. Було 2350 помешкань
Расовий склад населення:
| - 96,0 % — білих - 0,9 % — чорних або афроамериканців - 0,4 % — азіатів - 0,2 % — корінних американців - 1,1 % — осіб інших рас |

До двох чи більше рас належало 1,5 %. Частка іспаномовних становила 4,9 % від усіх жителів.
За віковим діапазоном населення розподілялося таким чином: 21,7 % — особи молодші 18 років, 60,4 % — особи у віці 18—64 років, 17,9 % — особи у віці 65 років та старші. Медіана віку мешканця становила 45,8 року. На 100 осіб жіночої статі у селищі припадало 107,8 чоловіків;  на 100 жінок у віці від 18 років та старших — 108,6 чоловіків також старших 18 років.
Середній дохід на одне домашнє господарство  становив 65 577 доларів США (медіана — 45 352), а середній дохід на одну сім'ю — 80 257 доларів (медіана — 60 147). Медіана доходів становила 46 902 долари для чоловіків та 34 120 доларів для жінок. За межею бідності перебувало 16,0 % осіб, у тому числі 29,5 % дітей у віці до 18 років та 7,0 % осіб у віці 65 років та старших.
Цивільне працевлаштоване населення становило 1120 осіб. Основні галузі зайнятості: освіта, охорона здоров'я та соціальна допомога — 31,8 %, роздрібна торгівля — 11,3 %, мистецтво, розваги та відпочинок — 11,3 %.